# Manfred Kubowsky
Manfred Kubowsky (* 26. Juli 1939 in Berlin) ist ein deutscher Schriftsteller und Maler.

## Leben
Manfred Kubowsky wuchs in Berlin auf. Für den Eulenspiegel war er als Autor tätig. Neben seiner schriftstellerischen Tätigkeit malt er Aquarelle und Pastelle von Landschaften in Mecklenburg und Schweden. Von 1994 bis zu seinem Ruhestand 2004 leitete er die Druckerei im Innenministerium von Mecklenburg-Vorpommern in Schwerin. Er gründete den Verlag edition NORDWINDPRESS und war Präsident des Landeskulturbundes von Mecklenburg-Vorpommern. Er war verheiratet mit der Verlegerin Astrid Kubowsky. Er lebte von 1982 bis 2007 in Hundorf, einem Ortsteil von Seehof (Mecklenburg). Seit 2017 lebt er in Weimar.

## Werke
- Petits Reise durch Polygraphia, Zentralstelle für Unterrichtsmittel der zentrag, Berlin 1978
- Die Stellung ist krampflos zu halten, Eulenspiegel-Verlag, Berlin 1981.
- Querfeldein und geradezu Satiren und Aphorismen, Eulenspiegel-Verlag, Berlin 1986.
- Der Förtner als Filisof oder nieder mit den Schlaglöchern!, Eulenspiegel-Verlag, Berlin 1989.
- Dackel Max in Mecklenburg, in: Heimathefte für Mecklenburg-Vorpommern, 1991.
- Winter in Deutschland. Kein Märchen, Edition digital, Schwerin 1997.
- Das Wildgänseland, Stock und Stein Verlag GmbH, Schwerin 1998.
- Der Mann und die Insel oder eine Rose von Elisabeth, Scheunen-Verlag, Kückenshagen 2000.
- Ich wehre mich dagegen!, Kulturbund Mecklenburg-Vorpommern, Schwerin 2001.
- Schloss Karnitten, Edition digital, Godern 2009.
- Liebste, kleine Marie, Edition Nordwindpress, Strausberg 2013.
- Liebste kleine Astrid, Edition Nordwindpress, Strausberg 2014.
- Hellblaue Blitze vor rotem Himmel, Briefroman aus der Zeit der Schlacht um Moskau (1941), Edition digital, Pinnow 2019.